# Lasiopezus latefasciatus
Lasiopezus latefasciatus là một loài bọ cánh cứng trong họ Cerambycidae.